# Cleghorn (Iowa)
Cleghorn – miasto w Stanach Zjednoczonych, w stanie Iowa, w hrabstwie Cherokee.

## Demografia
W 2000 liczyło 250 mieszkańców. W 2023 liczba mieszkańców spadła do 236 osób, a gęstość zaludnienia poniżej 263 osób/km².